# الاضطرابات العنصرية في منيابولس وسانت بول في 2020–2023
تتمحور هذه المقالة حول الاضطرابات طويلة الأمد وسلسلة الاحتجاجات التي بدأت بجريمة قتل جورج فلويد.
تُعد الاضطرابات العنصرية في منيابولس وسانت بول في 2020-2021 موجة من الاضطرابات المدنية المحلية، التي تشمل المظاهرات السلمية وأعمال الشغب، ضد العنصرية الممنهجة إلى الأمريكيين السود، ولا سيما ضد وحشية الشرطة. شهدت منطقة منيابولس ومنطقة سانت بول عاصمة ولاية مينيسوتا الأمريكية اضطرابات طويلة الأمد في عامي 2020 و2021، غالبًا بوصفها تصفية حسابات ثقافية لموضوع الظلم العنصري.
فقد وقعت أحداث عدة بعد وقت قصير من جريمة قتل جورج فلويد، وهو رجل أسود غير مسلح، قُتل على يد ضابط شرطة أبيض من منطقة منيابولس في 25 أيار 2020.
وُصِفت الغالبية العظمى من الاحتجاجات على جريمة قتل جورج فلويد بأنها سلمية، ومع ذلك، شهدت منطقة منيابولس ومنطقة سانت بول أعمال شغب ونهب وتدمير للممتلكات واسعة الانتشار خلال فترة ثلاث ليالٍ أواخر أيار، أسفرت عن تدمير ممتلكات بقيمة 500 مليون دولار وثاني أكبر فترة اضطراب مُدمِرة في تاريخ الولايات المتحدة، بعد أعمال الشغب في لوس أنجلوس عام 1992.
وأشعلت الاحتجاجات المحلية حركة احتجاج عالمية حول وحشية الشرطة والعدالة العرقية، وكان لها تأثير في سياسات الدولة والسياسات المحلية، والظروف الاقتصادية المحلية، ورفاهية السكان.
استمرت الاضطرابات بشأن مقتل جورج فلويد على مدار عامي 2020 و2021، إذ سعى المتظاهرون إلى تحقيق العدالة لجورج فلويد ووجهوا نداءات أوسع للتصدي للعنصرية المتجذرة في مينيسوتا، وتفاعل السكان مع حوادث أخرى، مثل التفاعل مع العديد من الاحتجاجات التي تمثل جزءًا من أكبر حركة لِبلاك لايف ماتر (حياة السود مهمة).
في حين كانت بعض المظاهرات عنيفة وأثارت الجدل، إذ احتشد متظاهرون من خلفيات مختلفة ضد ما عدوه تطبيعًا لقتل أرواح السود الأبرياء.

## الأحداث في عام 2020
الترتيب هو ترتيب زمني بحسب تاريخ بداية كل سلسلة من الأحداث بارزة؛ إذ تتداخل الجداول الزمنية لبعض الموضوعات.

### احتجاجات جورج فلويد مستمرة، 26 مايو
بدأت الاحتجاجات في منيابولس في 26 مايو، في اليوم التالي لمقتل جورج فلويد، في حين انتشر مقطع فيديو للحادث على نطاق واسع في وسائل الإعلام.
وبحلول منتصف النهار، كان الناس قد تجمعوا بالآلاف في مكان مقتل جورج فلويد، وأقاموا نصبًا تذكاريًا مؤقتًا، وأكد منظمو المسيرة على إبقاء الاحتجاج سلميًا.
إذ طالب المتظاهرون وعائلة جورج فلويد بتوجيه تهم القتل العمد إلى الضباط الأربعة الموجودين في مكان اعتقاله ووفاته، وبأن تكون التبعات القضائية سريعة.
وفي ذلك المساء، تحول التجمع الاحتجاجي إلى مسيرة إلى المركز الثالث لشرطة منيابولس، حيث يعتقد أنه مكان عمل الضباط.
بعد أن تفرقت مجموعة الاحتجاج الرئيسية، أسفرت مناوشة صغيرة ليلة 26 مايو عن أضرار طفيفة بممتلكات المركز، وأطلقت الشرطة الغاز المسيل للدموع على المتظاهرين.
نظمت الاحتجاجات في مواقع عدة في جميع أنحاء منطقة منيابولس، ومنطقة سانت بول العاصمة في الأيام اللاحقة.
زاد الموقف حدة في ليالي 27 إلى 29 مايو، إذ وقعت أعمال حرق وأعمال شغب ونهب على نطاق واسع، التي لوحظت على النقيض من الاحتجاجات النهارية التي وُصفت بأنها أحداث سلمية غالبًا.
أدت بعض الأعمال في البداية من تدمير للممتلكات في 27 مايو من قبل رجل يبلغ من العمر 32 عامًا على صلة بمنظمات تفوق العرق الأبيض، التي قال محققو الشرطة المحلية إنها تحرض عمدًا على التوتر العنصري، إلى سلسلة من ردود الفعل من الحرائق والنهب.
استحوذت الاضطرابات، متضمنةً اجتياح المتظاهرين لمركز الشرطة الثالث في منيابولس وإشعال النار فيه ليلة 28 مايو على اهتمام إعلامي محلي ودولي كبير.
بعد أن حشد مسؤولو الولاية قوات الحرس الوطني في مينيسوتا في أكبر انتشار لها منذ الحرب العالمية الثانية، هدأت الاضطرابات العنيفة واستؤنفت الاحتجاجات بصورة سلمية غالبًا.
ورغم ذلك، أدى العنف إلى مقتل شخصين، و617 اعتقالًا، وما يزيد عن 500 مليون دولار من الأضرار التي لحقت بالممتلكات في 1500 موقع، ما يجعلها ثاني أكثر فترات الاضطرابات المحلية تدميرًا في تاريخ الولايات المتحدة بعد أعمال الشغب في لوس أنجلوس عام 1992.